# Fiji International 2006
Die Fiji International 2006 im Badminton fanden vom 6. bis zum 8. Oktober 2006 statt.

## Sieger und Platzierte
| Disziplin    | Gold                              | Silber                     | Bronze                               |
| ------------ | --------------------------------- | -------------------------- | ------------------------------------ |
| Herreneinzel | Ismail Saman                      | Jeff Tho                   | Klaus Raffeiner                      |
| Herreneinzel | Ismail Saman                      | Jeff Tho                   | Alistair Casey                       |
| Dameneinzel  | Sutheaswari Mudukasan             | Charmaine Reid             | Rachel Hindley                       |
| Dameneinzel  | Sutheaswari Mudukasan             | Charmaine Reid             | Tania Luiz                           |
| Herrendoppel | Ashley Brehaut Aji Basuki Sindoro | Fabien Kaddour Joe Wu      | Burty Molia Ryan Fong                |
| Herrendoppel | Ashley Brehaut Aji Basuki Sindoro | Fabien Kaddour Joe Wu      | Florent Mathey Marc Antoine Desaymoz |
| Damendoppel  | Ang Li Peng Lim Pek Siah          | Charmaine Reid Fiona McKee | Eva Ratanasena Tania Luiz            |
| Damendoppel  | Ang Li Peng Lim Pek Siah          | Charmaine Reid Fiona McKee | Johnna Kou Gabriella Wong            |
| Mixed        | Aji Basuki Sindoro Eva Ratanasena | Joe Wu Fiona McKee         | Johnna Kou Marc Antoine Desaymoz     |
| Mixed        | Aji Basuki Sindoro Eva Ratanasena | Joe Wu Fiona McKee         | Burty Molia Karyn Whiteside          |